# Mavis Freeman
Mavis Freeman (n. 7 noiembrie 1918, New York City, New York, SUA – d. octombrie 1988) a fost o înotătoare ce a reprezentat Statele Unite ale Americii, medaliată olimpică. A participat la o ediție a Jocurilor Olimpice (1936) în care a câștigat două medalii de bronz.